# Antoine Camilleri
Antoine Camilleri (Sinh 1965) là một Tổng giám mục người Malta của Giáo hội Công giáo Rôma. Ông hiện đảm nhận vai trò Tổng giám mục Hiệu tòa Skálholt, Sứ thần Tòa Thánh. Ông từng đảm nhận vai trò Thứ trưởng ngoại giao Tòa Thánh Vatican từ năm 2013 đến năm 2019.

## Tiểu sử
Antoine Camilleri sinh tại Sliema, Malta ngày 20 tháng 8 năm 1965. Sau quá trình tu học, ông được phong chức linh mục ngày 5 tháng 7 năm 1991. Sau đó, ông học và tốt nghiệp ngành Luật và Giáo luật. Bước vào lĩnh vực ngoại giao của Tòa Thánh Vatican từ ngày 9 tháng 1 năm 1999. Ông làm việc tại các Tòa
Bước vào dịch vụ ngoại giao của Tòa thánh vào ngày 9 tháng 1 năm 1999, ông làm việc tại các Tòa sứ thần tại Papua New Guinea, Uganda, Cuba và tại Phân bộ Ngoại giao thuộc Phủ quốc vụ khanh Tòa Thánh.
Ngày 22 tháng 2 năm 2013, linh mục Antoine Camilleri được bổ nhiệm làm Thứ trưởng Tòa Thánh.
Ông có thể sử dụng các ngôn ngữ: Ý, Anh, Tây Ban Nha, Pháp, Bồ Đào Nha, Rumani, Nga.
Tân tổng giám mục Antoine Camilleri được tấn phong vào ngày 4 tháng 10 năm 2019. Nhiệm sở chính thức của ông trong vai trò Sứ thần Tòa Thánh sẽ được công bố sau khi chính phủ quốc gia mà tân giám mục được phái đến đồng thuận với bổ nhiệm.
Ngày 31 tháng 10 năm 2019, Tòa Thánh công bố chức vụ của ông là Sứ thần Tòa Thánh tại Ethiopia và Djibout, Khâm sứ Tòa Thánh tại Somalia và Đại diện Tòa Thánh tại Liên minh châu Phi.